# The Tea Party Goes to Washington
The Tea Party Goes to Washington es un libro escrito por el senador de Estados Unidos por Kentucky, Rand Paul. El libro, coescrito por el locutor de radio y columnista Jack Hunter, describe el impacto del movimiento Tea Party en las elecciones legislativas de 2010 en los Estados Unidos, y en última instancia, su impacto en todo el sistema político.
Paul fue elegido para el Senado de Estados Unidos el 2 de noviembre de 2010, junto con la ayuda de varios activistas del Tea Party a través de Kentucky, y apoya con fuerza el grupo. Paul se considera a sí mismo un miembro del Tea Party, y ha fundado el Tea Party Caucus en el Senado de Estados Unidos, junto con varios otros senadores, entre ellos Mike Lee, Jim DeMint y Jerry Moran.
El libro fue lanzado el 22 de febrero de 2011 y ha sido publicado por Center Street, una división editorial de Hachette Book Group USA.

## Recepción
En una reseña del libro, el historiador Thomas Woods, escribió:

El Tea Party va a Washington... es un libro mucho más audaz que los escépticos de Rand habrían esperado, y es también un libro estratégicamente inteligente... Sin duda, las anécdotas de Rand de la campaña electoral y desde sus días como un niño que crecía en la casa Paul son bien realizadas y llamativas, y no empalagosas y falsas como en tantos libros políticos. Más importante aún, el senador Paul está dispuesto a replantear posiciones sobre la Ley Patriota, la Constitución de los EE.UU., el presupuesto federal, la economía austriaca, y así sucesivamente -que no son exactamente la medida estándar para un hombre de su posición.